# SINGLES BACK TO 1991-1995
『SINGLES BACK TO 1991-1995』（シングルス・バック・トゥ・1991-1995）は、1996年12月11日に発売されたORIGINAL LOVE通算5作目のベスト・アルバム。

## 解説
1991年から1995年までに東芝EMI（当時）からリリースされたシングル全曲を、リマスタリングにて収録したシングル・コレクション。曲はリリース順に、シングルと同じ曲順で収録されている。
M-3「月の裏で会いましょう」は、アルバム『結晶 SOUL LIBERATION』収録とは演奏が異なるシングル・ヴァージョン。
M-5「ヴィーナス」は、『結晶』収録と同じだが、エンディングが20秒ほど短い。
M-7「サンシャイン ロマンス」はアルバム『EYES』収録とドラムのミックスが異なり、エンディングが30秒ほど短く編集されている。M-8「ティアドロップ」は、オリジナル・アルバム未収録曲。
M-9「接吻」もアルバム『SUNNY SIDE OF ORIGINAL LOVE』収録とはイントロが異なるシングル・ヴァージョン。
M-11「朝日のあたる道」とM-12「心」はアルバム『風の歌を聴け』収録と同じだが、ミックスが異なる。
M-13「夜をぶっとばせ」は『LOVE! LOVE! & LOVE!』収録と同じだがミックスが異なるほかキーボードが差し替えられ、エンディングが最後まで収録されている。
M-14「BODY FRESHER」はメジャー・デビュー前の1990年に、マスコミのみに配られた一般未発表CD『KING OF LOVE』収録の、『LOVE! LOVE! & LOVE!』とは別ヴァージョン。
ジャケットおよび歌詞カードには、『LOVE! LOVE! & LOVE!』«PART2»のジャケットTシャツを着ている女性のポートレイトがレイアウトされている。

## 収録曲
1. DEEP FRENCH KISS[注釈 7]  –  (4'41")
作詞：宮田繁男、作曲：田島貴男
2. BLUE TALK[注釈 7]  –  (4'53")
作詞 · 作曲：田島貴男
3. 月の裏で会いましょう[注釈 8]  –  (4'30")
作詞：木原龍太郎、作曲：田島貴男
4. SWEAT AND SUGAR NIGHT[注釈 8]  –  (7'23")
作詞：田島貴男、作曲：ORIGINAL LOVE
5. ヴィーナス[注釈 9]  –  (5'11")
作詞：木原龍太郎、作曲：田島貴男
6. スクランブル[注釈 9]  –  (4'47")
作詞：木原龍太郎、作曲：田島貴男
7. サンシャイン ロマンス[注釈 10]  –  (5'08")
作詞：木原龍太郎、作曲：田島貴男
8. ティアドロップ[注釈 10]  –  (5'08")
作詞：木原龍太郎、作曲：田島貴男
9. 接吻[注釈 11]  –  (5'02")
作詞 · 作曲：田島貴男
10. 微笑みについて[注釈 11]  –  (5'29")
作詞：木原龍太郎 · 田島貴男、作曲：田島貴男
11. 朝日のあたる道[注釈 12]  –  (5'02")
作詞 · 作曲：田島貴男
12. 心[注釈 12]  –  (5'40")
作詞 · 作曲：田島貴男
13. 夜をぶっとばせ[注釈 13]  –  (3'54")
作詞：小西康陽、作曲：田島貴男
14. BODY FRESHER[注釈 13]  –  (5'35")
作詞 · 作曲：田島貴男

## クレジット
| All Songs Arranged : ORIGINAL LOVE                   |
|                                                      |
| Remastering Engineer : YOICHI AIKAWA (ROLLING SOUND) |
| Mastering Studio : ROLLING SOUND                     |
|                                                      |
| Art-direction and design : opium                     |
| Photo : YOSHIHITO OZAWA                              |
| Model : KAYO (Broad Avenue)                          |
|                                                      |
| Director : HIROKI HASEGAWA (TOSHIBA EMI)             |
| Public Relation : REIKO YOSHITANI (TOSHIBA EMI)      |
|                                                      |
| Supervisor : KOICHIRO MITOH (TOSHIBA EMI)            |
|                                                      |
| Special Thanks : NAOMI NISHIWAKI (Broad Avenue)      |
| GO KATO (NOVA PRO SERVICE)                           |
| MAHIRO TANIGAWA (IMAGE MAGIC)                        |

## リリース日一覧
| 地域 | リリース日     | レーベル                | 規格 | カタログ番号 |
| ---- | -------------- | ----------------------- | ---- | ------------ |
| 日本 | 1996年12月11日 | EASTWORLD ⁄ TOSHIBA EMI | CD   | TOCT-9763    |